# Préizerdaul
Préizerdaul is een gemeente in het Luxemburgse Kanton Redange.
De gemeente heeft een totale oppervlakte van 15,6 km² en telde 1350 inwoners op 1 januari 2007.
Tot 17 juli 2001 droeg de gemeente de naam Bettborn. Op die datum gebeurde de naamsverandering naar het Luxemburgse Préizerdaul. Het was tot de vorming van de fusiegemeente Kiischpelt in 2006 de enige gemeente die een Luxemburgse naam droeg.

## Plaatsen in de gemeente
- Préizerdaul, voorheen Bettborn
- Platen
- Pratz
- Reimberg

## Evolutie van het inwoneraantal
| Jaar                              | 2001 | 2002 | 2003 | 2004 | 2005 |
| --------------------------------- | ---- | ---- | ---- | ---- | ---- |
| Inwoneraantal                     | 1244 | 1256 | 1247 | 1281 | 1322 |
| Opmerking: tellingen op 1 januari |      |      |      |      |      |